# 962년

## 연호
- 북송(北宋) 건륭(建隆) 3년
- 요(遼) 응력(應曆) 12년
- 고려(高麗) 준풍(峻豊) 3년
- 일본(日本) 오와(応和) 2년
- 남한(南漢) 대보(大寶) 5년
- 후촉(後蜀) 광정(廣政) 25년
- 북한(北漢) 천회(天會) 6년

## 기년
- 북송(北宋) 태조(太祖) 3년
- 요(遼) 목종(穆宗) 12년
- 고려(高麗) 광종(光宗) 13년

## 사건
- 신성 로마 제국 성립